# شهرستان بوساسو
شهرستان بوساسو یک منطقهٔ مسکونی در سومالی است که در بوساسو واقع شده‌است.